# Shotley Gate
Shotley Gate – osada w Anglii, w hrabstwie Suffolk, w dystrykcie Babergh, w civil parish Shotley. Znajduje się 8,2 km od Ipswich. W 2001 miejscowość liczyła 1532 mieszkańców.